# Viktor Pasichnyk
Viktor Viktorovitch Pasichnyk (en ukrainien : Віктор Вікторович Пасічник) est un coureur ukrainien du combiné nordique, né le 2 décembre 1992 à Kremenets. 

## Carrière
Pasichnyk qui a fréquenté l'école de ski de Kremenets, fait ses débuts internationaux au Festival olympique de la jeunesse européenne en 2009.
Il commence en Coupe du monde en février 2013 à Almaty. Il obtient son meilleur résultat en février 2018 lorsqu'il termine 16e à Hakuba. Il se place au 60e rang au classement général de la Coupe du monde 2013-2014, s'y classant dix-neuvième d'une épreuve à Tchaïkovski notamment. Son meilleur résultat international est cinquième à la Coupe continentale en 2013 aussi à Tchaïkovski.
Il compte quatre participations aux championnats du monde en 2013, 2015, 2017, où il est 30e au Gundersen grand tremplin et 2019. 
Il a aussi pris part aux Jeux olympiques de Sotchi 2014 où il est 42e au petit tremplin et 30e au grand tremplin et aux Jeux de Pyeongchang en 2018, où il est 30e au petit tremplin et 23e au grand tremplin, pour signer son meilleur résultat en grand championnat.
Pasichnyk prend part ausis à des compétitions internationales mineures en saut à ski (Coupe FIS).

## Palmarès

### Jeux olympiques d'hiver
| Épreuve / Édition | Épreuve / Édition | Sotchi 2014 | Pyeongchang 2018 |
| Par équipes       | Par équipes       | -           | -                |
| Gundersen         | Petit tremplin    | 42e         | 30e              |
| Gundersen         | Grand tremplin    | 30e         | 23e              |

### Championnats du monde
| Épreuve / Édition             | Épreuve / Édition             | Val di Fiemme 2013 | Falun 2015 | Lahti 2017 | Seefeld 2019 | Oberstdorf 2021 |
| ----------------------------- | ----------------------------- | ------------------ | ---------- | ---------- | ------------ | --------------- |
| Gundersen                     | Petit tremplin                | 40e                | 44e        | 39e        | 44e          | 46e             |
| Gundersen                     | Grand tremplin                | 35e                | 40e        | 30e        | 42e          | 43e             |
| Par équipes en petit tremplin | Par équipes en petit tremplin | -                  | -          | -          | -            | 11e             |
| Sprint par équipes            | Sprint par équipes            | 14e                | 12e        | 14e        | 13e          | 12e             |

### Coupe du monde
- Meilleur classement général : 57e en 2018.
- Meilleur résultat individuel : 16e.

#### Différents classements en Coupe du monde
| Année     | Classement général final |
| 2013-2014 | 60e                      |
| 2017-2018 | 57e                      |
| 2018-2019 | 68e                      |
| 2019-2020 | -                        |
| 2020-2021 | -                        |